# 苯硫醚
苯硫醚是一种有机化合物，化学式为C12H10S。它可由二苯基亚砜或二苯基砜的还原反应得到，或由碘苯和苯硼酸在碱存在下与硫反应制得。它可以被氧化为相应的亚砜或砜。